# ألبرت جونز
ألبرت جونز (بالإنجليزية: Albert Evans-Jones)‏ (و. 1895 – 2005 م) هو شاعر ويلزي، توفي عن عمر يناهز 110 عاماً.

## التعليم
تعلم في جامعة بانغور.

## الخدمة العسكرية
خدم في الجيش البريطاني.

## جوائز
حصل على جوائز منها:
- جائزة المنافسة العامة [الإنجليزية]‏ (1946)
- قائد الفنون والآداب

## روابط خارجية
- ألبرت جونز على موقع ميوزك برينز (الإنجليزية)
- ألبرت جونز على موقع ديسكوغز (الإنجليزية)